# Arthur Oliver Lonsdale Atkin
Arthur Oliver Lonsdale Atkin (31 de julho de 1925 — Maywood (Illinois), 28 de dezembro de 2008) foi um matemático britânico.

## Publicações selecionadas
- Atkin, A. O. L. e Lehner, J. (1970), "Hecke operators on Γ0 (m)", Mathematische Annalen 185: 134–160, doi:10.1007/BF01359701, MR0268123, ISSN 0025-5831.
- Atkin, A. O. L. e Morain, F. "Elliptic Curves and Primality Proving." Math. Comput. 61, 29-68, 1993.
- Atkin, A. O. L. e Bernstein, D. J. Prime sieves using binary quadratic forms, Math. Comp. 73 (2004), 1023-1030..